# Nurislam Sanayev
Nurislam Sanayev (Čadan, 9 febbraio 1991) è un lottatore kazako, specializzato nella lotta libera.

## Biografia
Ha rappresentato il Kazakistan ai Giochi olimpici di Rio de Janeiro 2016, in cui si è classificato dodicesimo, e Tokyo 2020, dove ha vinto la medaglia di bronzo nel torneo dei 57 kg.

## Palmarès
- Giochi olimpici

Tokyo 2020: bronzo nei 57 kg.
- Mondiali

Budapest 2018: argento nei 57 kg.
Nur-Sultan 2019: bronzo nei 57 kg.
- Campionati asiatici

Nuova Delhi 2017: bronzo nei 62 kg.
Bişkek 2018: oro nei 61 kg.